# Danmark ved sommer-OL 1924
Danmark deltog i sommer-OL 1924 med 89 sportsudøvere, 77 mænd og 12 kvinder, der deltog i 13 sportsgrene. Danmark kom på en tolvteplads med to guld-, fem sølv- og to bronzemedaljer.

## Medaljer
| 1924 Paris | Guld | Sølv | Bronze | Total |
| Danmark    | 2    | 5    | 2      | 9     |

## Medaljevindere
| Danmark ved sommer-OL 1924 i Paris | Danmark ved sommer-OL 1924 i Paris       | Danmark ved sommer-OL 1924 i Paris | Danmark ved sommer-OL 1924 i Paris | Danmark ved sommer-OL 1924 i Paris |
| Medaljer                           | Udøver                                   | Sport                              | Øvelse                             |                                    |
| ---------------------------------- | ---------------------------------------- | ---------------------------------- | ---------------------------------- | ---------------------------------- |
| Guld                               | Hans Jacob Nielsen                       | Boksning                           | Letvægt                            |                                    |
| Guld                               | Ellen Osiier                             | Fægtning                           | Fleuret, kvinder                   |                                    |
| Sølv                               | Thyge Petersen                           | Boksning                           | Letsværvægt                        |                                    |
| Sølv                               | Søren Petersen                           | Boksning                           | Sværvægt                           |                                    |
| Sølv                               | Edmund Hansen Willy Falck Hansen         | Cykling                            | Tandem, 2000 m                     |                                    |
| Sølv                               | Frode Kirkebjerg                         | Hestesport                         | Military                           |                                    |
| Sølv                               | Knud Degn Christian Nielsen Vilhelm Vett | Sejlsport                          | 6-meterklassen                     |                                    |
| Bronze                             | Grete Heckscher                          | Fægtning                           | Fleuret, kvinder                   |                                    |
| Bronze                             | Niels Larsen                             | Skydning                           | 600 m, fri gevær                   |                                    |

## Deltagere

### Atletik
| Dato         | Disciplin   | H/D    | Udøver                                                | Indledende heat | Indledende heat                     | Semifinale          | Semifinale          | Finale              | Finale              |
| Dato         | Disciplin   | H/D    | Udøver                                                | Resultat        | Placering i heat (samlet placering) | Resultat            | Placering           | Resultat            | Placering           |
| ------------ | ----------- | ------ | ----------------------------------------------------- | --------------- | ----------------------------------- | ------------------- | ------------------- | ------------------- | ------------------- |
| 13. juli     | Maratonløb  | Herrer | Axel Jensen                                           | N/A             | N/A                                 | N/A                 | N/A                 | 2:58:44,8           | 11                  |
| 10.-11. juli | 100 m       | Herrer | Poul Schiang                                          | (ukendt)        | 4                                   | ude af konkurrencen | ude af konkurrencen | ude af konkurrencen | ude af konkurrencen |
| 10.-11. juli | 100 m       | Herrer | Mogens Truelsen                                       | (ukendt)        | 3                                   | ude af konkurrencen | ude af konkurrencen | ude af konkurrencen | ude af konkurrencen |
| 10.-11. juli | 400 m       | Herrer | Kai Jensen                                            | 50,9            | 2 (Q)                               | (ukendt)            | 5                   | ude af konkurrencen | ude af konkurrencen |
| 6.-8. juli   | 800 m       | Herrer | Kai Jensen                                            | 1:58,4          | 1 (Q)                               | (ukendt)            | 5                   | ude af konkurrencen | ude af konkurrencen |
| 6.-8. juli   | 800 m       | Herrer | Albert Larsen                                         | 1.58,8          | 3 (Q)                               | 2.00,2              | 8                   | ude af konkurrencen | ude af konkurrencen |
| 9.-10. juli  | 1500 m      | Herrer | Albert Larsen                                         | N/A             | N/A                                 | 4:11,5              | 3                   | ude af konkurrencen | ude af konkurrencen |
| 8.-9. juli   | 110 m hæk   | Herrer | Henri Thorsen                                         | 16,0            | 1 (Q)                               | 15,7                | 5                   | ude af konkurrencen | ude af konkurrencen |
| 8.-9. juli   | 110 m hæk   | Herrer | Louis Lundgren                                        | (ukendt)        | 3                                   | ude af konkurrencen | ude af konkurrencen | ude af konkurrencen | ude af konkurrencen |
| 6.-7. juli   | 400 m hæk   | Herrer | Henri Thorsen                                         | 57,2            | 2 (Q)                               | 57,3                | 6                   | ude af konkurrencen | ude af konkurrencen |
| 6.-7. juli   | 400 m hæk   | Herrer | Louis Lundgren                                        | 56,0            | 3                                   | ude af konkurrencen | ude af konkurrencen | ude af konkurrencen | ude af konkurrencen |
| 12.-13. juli | 4 × 100 m   | Herrer | Kai Jensen Poul Schiang Henri Thorsen Mogens Truelsen | 44,0            | 2 (Q)                               | 43,8                | 4                   | ude af konkurrencen | ude af konkurrencen |
| 9.-10. juli  | Stangspring | Herrer | Henry Petersen                                        | N/A             | N/A                                 | N/A                 | N/A                 | 3,90                | 4                   |
| 13. juli     | Diskoskast  | Herrer | Karl Jensen                                           | N/A             | N/A                                 | 39,78               | 13                  | ude af konkurrencen | ude af konkurrencen |
| 10. juli     | Hammerkast  | Herrer | Karl Jensen                                           | N/A             | N/A                                 | 36,265              | 11                  | ude af konkurrencen | ude af konkurrencen |

NR = National rekord, Q = Direkte kvalificeret, q = Kvalificeret som en af de bedste, der ikke er direkte kvalificeret
1. ↑  Efter omspring mod Jim Brooker (USA), der dermed vandt bronze.

## Boksning
| Bokser             | Vægtklasse  | Sekstendedelsfinale | Ottendedelsfinale     | Kvartfinale          | Semifinale          | Finale / Bronzekamp | Finale / Bronzekamp              |
| Bokser             | Vægtklasse  | Modstander Resultat | Modstander Resultat   | Modstander Resultat  | Modstander Resultat | Modstander Resultat | Placering                        |
| ------------------ | ----------- | ------------------- | --------------------- | -------------------- | ------------------- | ------------------- | -------------------------------- |
| Robert Larsen      | Sværvægt    | N/A                 | Konarzewski (POL) · V | de Best (NED) · T    | Ude af konkurrencen | Ude af konkurrencen | 5                                |
| Carl Lindberg      | Letsværvægt | Oversidder          | Saraudi (ITA) · T     | Ude af konkurrencen  | Ude af konkurrencen | Ude af konkurrencen | 9                                |
| Hans Jacob Nielsen | Letvægt     | Rodríguez (CHI) · V | Savignac (FRA) · V    | Hansen (NOR) · V     | Boylstein (USA) · V | Copello (ARG) · V   | 1                                |
| Harald Nielsen     | Weltervægt  | Oldani (ITA) · T    | Ude af konkurrencen   | Ude af konkurrencen  | Ude af konkurrencen | Ude af konkurrencen | 17                               |
| Andreas Petersen   | Weltervægt  | Gneftos (GRE) · V   | Méndez (ARG) · T      | Ude af konkurrencen  | Ude af konkurrencen | Ude af konkurrencen | 9                                |
| Charles Petersen   | Letvægt     | Laurent (LUX) · V   | Hansen (NOR) · T      | Ude af konkurrencen  | Ude af konkurrencen | Ude af konkurrencen | 9                                |
| Søren Petersen     | Sværvægt    | N/A                 | Scotti (ITA) · V      | Clifton (GBR) · V    | de Best (NED) · V   | von Porat (NOR) · T | 2. plads, sølvmedaljemodtager(e) |
| Thyge Petersen     | Letsværvægt | Rodríguez (ARG) · V | Gerbich (POL) · V     | Mulholland (USA) · V | Sørsdal (NOR) · V   | Mitchell (GBR) · T  | 2. plads, sølvmedaljemodtager(e) |

## Brydning

### Fribrydning
| Atlet            | Klasse      | Sekstendedelsfinale | Ottendedelsfinale   | Kvartfinale         | Semifinale                                    | Finale               | Finale               |
| Atlet            | Klasse      | Modstander Resultat | Modstander Resultat | Modstander Resultat | Modstander Resultat                           | Modstander Resultat  | Placering            |
| ---------------- | ----------- | ------------------- | ------------------- | ------------------- | --------------------------------------------- | -------------------- | -------------------- |
| Søren Eriksen    | Letvægt     | N/A                 | Wikström (FIN) · T  | Ikke videre         | Bronzemedalje semifinale · Haavisto (FIN) · T | Ude af turneringen   | Ude af turneringen   |
| Poul Hansen      | Letsværvægt | N/A                 | Roth (SUI) · V      | Courant (SUI) · T   | Ude af turneringen',                          | Ude af turneringen', | Ude af turneringen', |
| Rasmus Torgensen | Fjervægt    | Oversidder          | MacKenzie (GBR) · V | Newton (USA) · T    | Bronzemedalje semifinale · Hansson (SWE) · T  | Ude af turneringen   | Ude af turneringen   |

### Græskromersk brydning
| Atlet               | Klasse      | Første runde        | Anden runde          | Tredje runde         | Fjerde runde         | Femte runde          | Sjette runde        | Syvende runde       | Ottende runde       | Placering |
| Atlet               | Klasse      | Modstander Resultat | Modstander Resultat  | Modstander Resultat  | Modstander Resultat  | Modstander Resultat  | Modstander Resultat | Modstander Resultat | Modstander Resultat | Placering |
| ------------------- | ----------- | ------------------- | -------------------- | -------------------- | -------------------- | -------------------- | ------------------- | ------------------- | ------------------- | --------- |
| Herman Andersen     | Bantamvægt  | Dierickx (BEL) · T  | Martinsen (NOR) · T  | Ude af turneringen   | Ude af turneringen   | Ude af turneringen   | Ude af turneringen  | N/A                 | N/A                 | 17 (delt) |
| Holger Askehave     | Letvægt     | Praks (EST) · T     | Pavlidis (GRE) · V   | Rękawek (POL) · V    | Friman (FIN) · T     | Ude af turneringen   | Ude af turneringen  | N/A                 | N/A                 | 9 (delt)  |
| John Christoffersen | Mellemvægt  | Dumont (BEL) · V    | Vilciņš (LAT) · V    | Nilsson (SWE) · T    | Reinderman (NED) · V | Westerlund (FIN) · T | Ude af turneringen  | Ude af turneringen  | N/A                 | 7 (delt)  |
| Søren Eriksen       | Fjervægt    | Toivola (FIN) · T   | Rudzits (LAT) · V    | Anttila (FIN) · T    | Ude af turneringen   | Ude af turneringen   | Ude af turneringen  | Ude af turneringen  | Ude af turneringen  | 13 (delt) |
| Frants Frisenfeldt  | Letvægt     | Michelsen (NOR) · V | Coerse (NED) · V     | Solé (ESP) · V       | Kratochvíl (TCH) · T | Keresztes (HUN) · T  | Ude af turneringen  | N/A                 | N/A                 | 5 (delt)  |
| Georg Gundersen     | Bantamvægt  | Bozděch (TCH) · V   | Herschmann (AUT) · T | Trak sig T           | Ude af turneringen   | Ude af turneringen   | Ude af turneringen  | N/A                 | N/A                 | 17 (delt) |
| Poul Hansen         | Sværvægt    | Deglane (FRA) · T   | Sint (NED) · V       | Nilsson (SWE) · T    | Ude af turneringen   | Ude af turneringen   | Ude af turneringen  | N/A                 | N/A                 | 9 (delt)  |
| Emil Larsen         | Sværvægt    | Polis (LAT) · V     | Badó (HUN) · T       | Salila (FIN) · V     | Pothier (BEL) · V    | Rosenqvist (FIN) · T | Ude af turneringen  | N/A                 | N/A                 | 4         |
| Svend Nielsen       | Letsværvægt | Muijs (NED) · V     | Baumanis (LAT) · V   | Svensson (SWE) · T   | Retired L            | Ude af turneringen   | Ude af turneringen  | Ude af turneringen  | N/A                 | 9 (delt)  |
| Axel Tetens         | Letsværvægt | Tázler (TCH) · T    | Sax (AUT) · V        | Westergren (SWE) · T | Ude af turneringen   | Ude af turneringen   | Ude af turneringen  | Ude af turneringen  | N/A                 | 9 (delt)  |
| Rasmus Torgensen    | Fjervægt    | Anttila (FIN) · T   | Quaqlia (ITA) · V    | Käpp (EST) · V       | Toivola (FIN) · T    | Ude af turneringen   | Ude af turneringen  | Ude af turneringen  | Ude af turneringen  | 8 (delt)  |

## Cykelsport

### Landevejscykling
| Rytter             | Disciplin   | Resultat  | Resultat  |
| Rytter             | Disciplin   | Tid       | Placering |
| ------------------ | ----------- | --------- | --------- |
| Erik Andersen      | Enkeltstart | Udgik     | Udgik     |
| Ahrensborg Clausen | Enkeltstart | 7:19:16,4 | 38        |

### Banecykling
Placeringerne angivet er inden for heatet; Q = Kvalificeret, o = videre til opsamlingsheat
| Rytter                                                         | Disciplin           | Først runde | Først runde | Første opsamlingsheat | Første opsamlingsheat | Kvartfinale | Kvartfinale | Andet opsamlingsheat | Andet opsamlingsheat | Semifinale          | Semifinale          | Finale              | Finale                           |
| Rytter                                                         | Disciplin           | Result      | Rank        | Result                | Rank                  | Result      | Rank        | Result               | Rank                 | Result              | Rank                | Result              | Rank                             |
| -------------------------------------------------------------- | ------------------- | ----------- | ----------- | --------------------- | --------------------- | ----------- | ----------- | -------------------- | -------------------- | ------------------- | ------------------- | ------------------- | -------------------------------- |
| Oscar Guldager                                                 | Sprint              | (?)         | 2 o         | (?)                   | 1 Q                   | (?)         | 2 o         | (?)                  | 1 Q                  | ?                   | 2                   | Ude af konkurrencen | Ude af konkurrencen              |
| Edmund Hansen                                                  | 50 km               | N/A         | N/A         | N/A                   | N/A                   | N/A         | N/A         | N/A                  | N/A                  | N/A                 | N/A                 | (?)                 | 8–36                             |
| Willy Falck Hansen                                             | 50 km               | N/A         | N/A         | N/A                   | N/A                   | N/A         | N/A         | N/A                  | N/A                  | N/A                 | N/A                 | Udgik               | Udgik                            |
| Willy Falck Hansen                                             | Sprint              | (?)         | 2 o         | (?)                   | 1 Q                   | (?)         | 2 o         | (?)                  | 3                    | Ude af konkurrencen | Ude af konkurrencen | Ude af konkurrencen | Ude af konkurrencen              |
| Edmund Hansen Willy Falck Hansen                               | Tandem              | N/A         | N/A         | N/A                   | N/A                   | N/A         | N/A         | N/A                  | N/A                  | 12,8                | 1 Q                 | (?)                 | 2. plads, sølvmedaljemodtager(e) |
| Holger Guldager Edmund Hansen Willy Falck Hansen Erik Kjeldsen | Holdforfølgelsesløb | 5:27,6      | 1 Q         | N/A                   | N/A                   | -           | -           | N/A                  | N/A                  | Ude af konkurrencen | Ude af konkurrencen | Ude af konkurrencen | Ude af konkurrencen              |

### Skydesport
| Dato         | Disciplin                          | H/D    | Udøver                                                                                         | Finale          | Finale    |
| Dato         | Disciplin                          | H/D    | Udøver                                                                                         | Point           | Placering |
| ------------ | ---------------------------------- | ------ | ---------------------------------------------------------------------------------------------- | --------------- | --------- |
| 27. juni     | 600 m, fri gevær                   | Herrer | Niels Larsen                                                                                   | 93              | 3         |
| 27. juni     | 600 m, fri gevær                   | Herrer | Lars Jørgen Madsen                                                                             | 82              | 24 (delt) |
| 27. juni     | 600 m, fri gevær                   | Herrer | Anders Peter Nielsen                                                                           | 82              | 24 (delt) |
| 27. juni     | 600 m, fri gevær                   | Herrer | Erik Sætter-Lassen                                                                             | 75              | 46 (delt) |
| 26.-27. juni | 400, 600 og 800 m, fri gevær, hold | Herrer | Niels Larsen Lars Jørgen Madsen Anders Peter Nielsen Erik Sætter-Lassen Peter Geltzer Petersen | 626             | 6         |
| 26.-27. juni | 400, 600 og 800 m, fri gevær, hold | Herrer | Niels Larsen Lars Jørgen Madsen Anders Peter Nielsen Erik Sætter-Lassen Peter Geltzer Petersen | 130 127 124 121 | 6         |
| 23. juni     | 50 m, riffel, liggende             | Herrer | Anders Peter Nielsen                                                                           | 393             | 4 (delt)  |
| 23. juni     | 50 m, riffel, liggende             | Herrer | Erik Sætter-Lassen                                                                             | 393             | 4 (delt)  |
| 23. juni     | 50 m, riffel, liggende             | Herrer | Arne Nielsen                                                                                   | 389             | 12 (delt) |
| 23. juni     | 50 m, riffel, liggende             | Herrer | Lars Jørgen Madsen                                                                             | 386             | 24 (delt) |
| 8.-10. juli  | Flugtskydning                      | Herrer | Hans Oluf Jacobsen                                                                             | (ukendt)        | (31-44)   |